# JIGDRESS
JIGDRESS（ジグドレス）は、日本のオルタナティヴ・ロックバンド。

## メンバー
- 山崎大樹（やまさき だいき）
  - ボーカル、ギター、主な作詞・作曲 担当。
  - 愛称は「だいちゃん」。フライヤーやグッズデザインも担当している。
  - Fender JAZZMASTER、Fender MUSTANGを使用。ライブではイセノが自作したエフェクターを使用している。

- イセノ
  - ギター、コーラス。主な編曲を担当。
  - Fender STRATCASTERを使用。機材は主に自作の物を使用している。
  - レコーディング・エンジニア、ミキシング、映像編集も担当している。

- ヤマグチハヤト
  - ドラム、コーラスを担当。
  - 力強いドラムスタイル。

- ワタナベカズタカ
  - ベース、コーラスを担当。
  - 2023年4月より加入。
  - 5弦ベースを使用。

## 来歴

### 2020年末
- 山崎大樹（ギター・ボーカル）を中心に、イセノ（ギター・コーラス）と山崎の前身バンドでドラムを務めていたヤマグチハヤト（ドラム・コーラス）により結成。

### 2021年
- 3月12日 - 1st EP「after feedback」をカセットテープ／デジタルリリース。
- 5月23日 - Chase pre. CHASER TOUR 2021 東京編よりライブ活動を開始。
- 6月28日 - 初の自主企画”衣久星枠-イクセイワク-”を開催
- 11月3日 - 2nd EP「slow」をリリース。同日より1st EP「after feedback」もCD化。
- 11月19日 - 自主企画”三番線(サードライナー)”を開催。
- 12月21日 - 自主企画"投手線 (バック トゥ ザ マウンド）"を開催。

### 2022年
- 2月18日-23日 - シンガーズハイ、ジュウと共に東名阪ツアー”GOSANKE 2022”を開催。
- 4月2日 - 1st 配信Single「Goat」をデジタルリリース。
- 6月24日-7月25日 - 初の自主企画ツアー”outsider fanclub”を開催。各4公演にて数曲入りのでも音源を配布。
- 9月30日 - 初のワンマンライブ”ONE SHOT KILL”を下北沢DaisyBarにて開催。同日より3rd EP「5 packed confusion」をリリース。
- 12月16日 - 自主企画”鎖国”を開催。

### 2023年
- 1月30日 - 自主企画"attachment"を開催。
- 2月10日‐18日 - 東名阪ツアー"Asylum"を開催。
- 4月22日 - 自主企画「若すぎた僕らに守るものはなかった」を開催。同日、ベースの吉田によるサポート終了。発売されたZINEにより新Ba.ワタナベカズタカの加入を発表（SNSでは4月23日に発表）。
- 5月2日 - 新メンバーのワタナベカズタカを含めた新体制によるライブ活動を開始。
- 7月12日 - 1st Single「let down」をリリース。
- 7月20日-8月10日 - 1st Singie リリースに伴い、東名阪ツアー"報復宣言"を開催。最終日の東京公演はワンマン。
- 9月30日 - 自主企画”鎖国 vol.02”を開催。同日12月18日に下北沢BASEMENTBAR/THREEにて往来イベントを開催すること発表。ゲストで山崎、ヤマグチの前進バンドであるROKIの出演が発表された。

## ディスコグラフィ

### 自主制作DEMO TAPE
1. outsider fanclub （2022年）

## 主なライブ

### 主催イベント
- 2021年6月 - "衣久星枠-イクセイワク-"
w/シンガーズハイ/ジュウ
- 2021年11月 - "三番線(サードライナー)"
w/未来電波基地/Apes
- 2021年12月 - "投手線(バック トゥ ザ マウンド)" 
w/シンガーズハイ/ジュウ
- 2022年2月18日-23日（3公演） - GOSANKE2022
w/シンガーズハイ/ジュウ
- 2022年6月24日-7月25日（4公演） - "outsider fanclub"3rd EPリリースツアー
w/シンガーズハイ/mother/ジュウ/Blue Mash/ULTRA CAB/ルサンチマン